# 吉田禄在

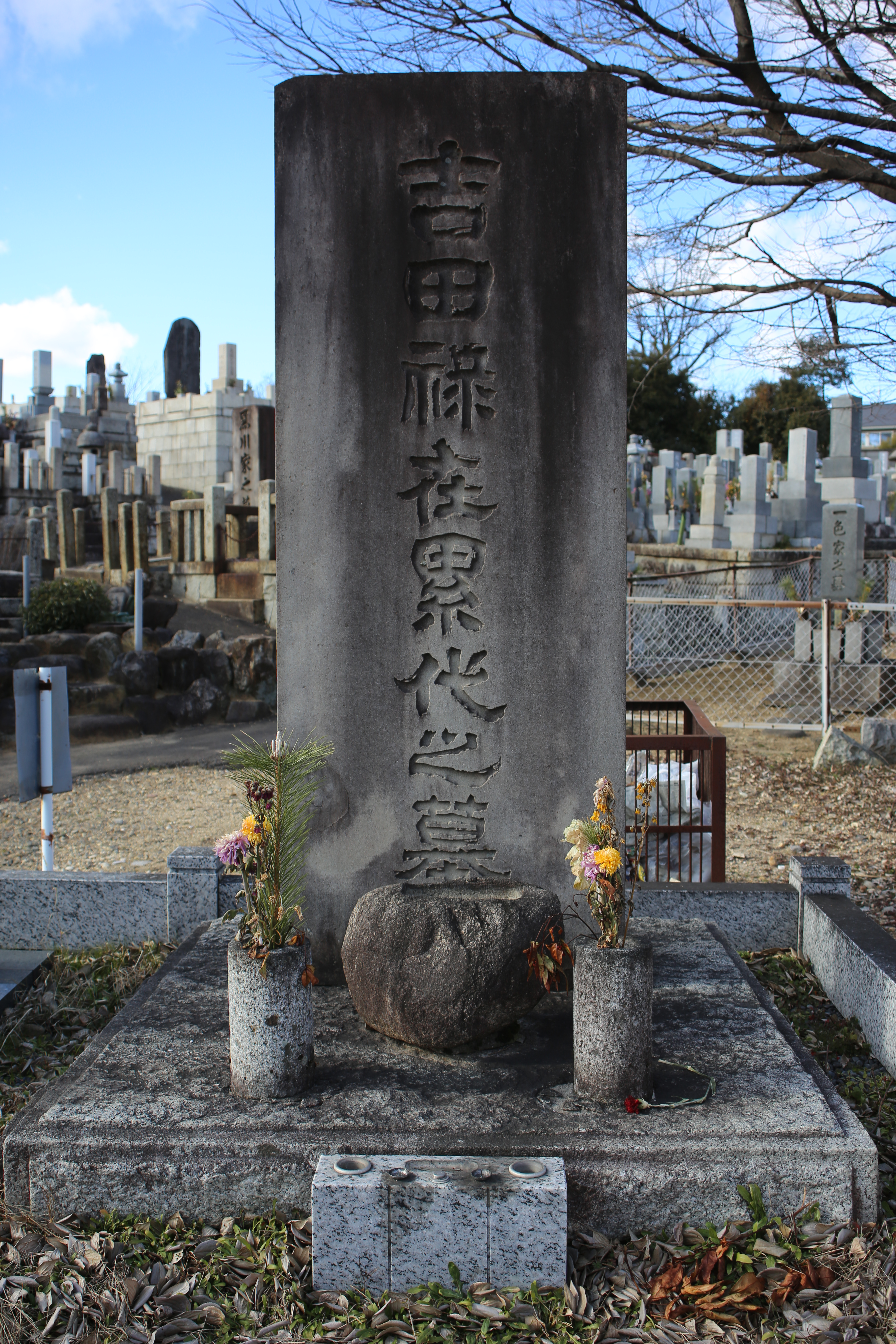
吉田禄在の墓（覚王山日泰寺墓地、2017年2月）

吉田 禄在（よしだ ろくざい、1838年11月9日（天保9年9月23日） - 1916年（大正5年）3月3日）は、尾張藩士・官僚・政治家・実業家。

## 人物
尾張藩士弥左衛門の子として名古屋城下板屋町において生を受ける。父の名を襲って弥左衛門とも称した。江戸時代においては、尾張藩士として、尾張藩領の信濃国木曽山の管理を担った。
1869年（明治2年）4月、官僚となる。大宮県出仕、浦和県大属、同県少参事を歴任したのち、明治4年12月、宇和島県（のち合併により愛媛県）典事に転じた。1876年（明治9年）2月に辞職し、帰名。同年6月に愛知県第一区長心得となる。1878年（明治11年）12月、名古屋区長に就任。
名古屋区長在任中には、区役所の新築、戸籍の整備、東海道本線名古屋駅の誘致、それに伴う広小路通の整備、名古屋城金鯱の保存、伝染病隔離病棟の設立、米商会所の設立、第十一国立銀行設立などの多くの功績を残している。
1888年（明治21年）11月、区長を辞した後、名古屋実業界において活躍した。自身が設立に関わった米商会所頭取、その後身の名古屋米穀取引所理事長、第四十六国立銀行頭取に就任した。
愛知県会議員、名古屋市参事会員、衆議院議員としても活動した。
名古屋市近郊の愛知郡御器所村（現昭和区鶴舞）に別荘地を保有していたが、第10回関西府県連合共進会開催による鶴舞公園整備に伴って寄付した。かつての別荘地には吉田の名を取って吉田山の名称が残されている。
1916年（大正5年）3月3日没。翌日、正七位に叙された。墓地は覚王山日泰寺墓地にある。諡号は徳行院善応高顕。